# Megapropodiphora arnoldi
|  | Dieser Artikel wurde aufgrund von formalen oder inhaltlichen Mängeln in der Qualitätssicherung Biologie zur Verbesserung eingetragen. Dies geschieht, um die Qualität der Biologie-Artikel auf ein akzeptables Niveau zu bringen. Bitte hilf mit, diesen Artikel zu verbessern! Artikel, die nicht signifikant verbessert werden, können gegebenenfalls gelöscht werden. Lies dazu auch die näheren Informationen in den Mindestanforderungen an Biologie-Artikel. |

Megapropodiphora arnoldi ist eine Fliegenart aus der Familie der Buckelfliegen (Phoridae). Die Tiere werden rund 0,395 mm lang und sind damit die kleinsten bekannten Zweiflügler. Die Fliege ist zudem nach Arnold Schwarzenegger benannt, da ihre Vorderbeine an dessen Armposen an einem Torso erinnern. Die bekannte Verbreitung beschränkt sich auf das brasilianische Amazonasgebiet, wo die Art 2018 entdeckt wurde. Sie lebt vermutlich vielfach parasitär von Ameisen oder Termiten und wurde 2018 von Brian V. Brown beschrieben.